# Radio Télévision Nationale du Burundi
Radio Télévision Nationale du Burundi, nota anche con l'acronimo RTNB, è l'ente radiotelevisivo pubblico del Burundi. Trasmette da Bujumbura in francese, kiswahili, kirundi e inglese.

## Storia

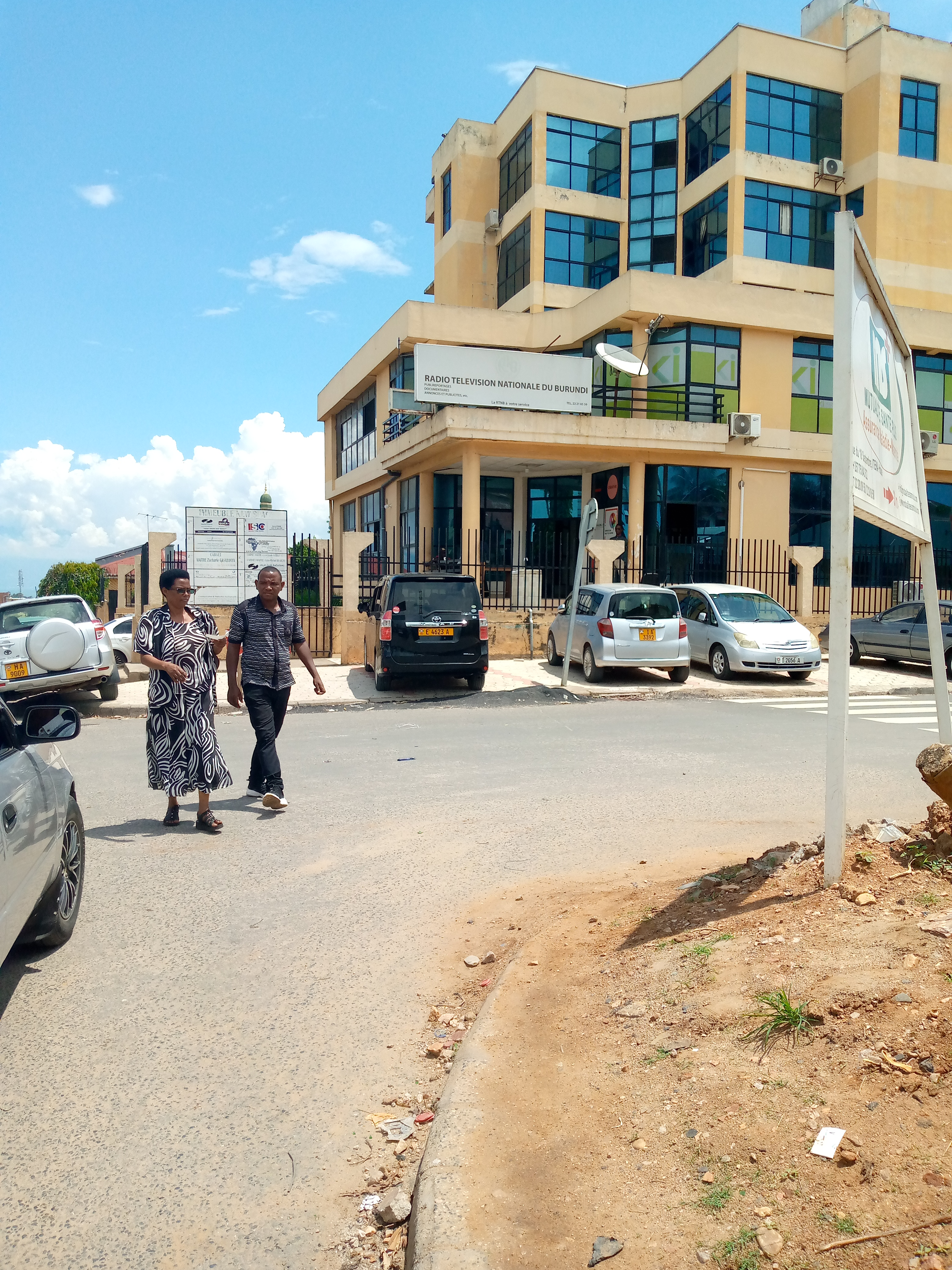
Sede di RTNB a Bujumbura.

La radiofonia iniziò la sua attività in Burundi nel 1961 con Radio Burundi, quando il Paese era ancora una colonia belga. La televisione esordì, invece, nel 1984.
RTNB gestisce due stazioni radio e un canale televisivo, che propongono programmi didattici e d'informazione, così come serie televisive, talk show, cartoni animati e altri programmi di intrattenimento.
A giugno 2013 il Burundi ha iniziato le operazioni per la migrazione della televisione dalla tecnologia analogica a quella digitale, completata nel 2014.

## Servizi

### Televisione
| Nome    | Sede      | Тipo        | Lancio | Lingua                                |
| ------- | --------- | ----------- | ------ | ------------------------------------- |
| TV RTNB | Bujumbura | generalista |        | kiswahili, inglese, kirundi, francese |

### Radio
| Nome         | Sede      | Тipo        | Lancio | Lingua                                |
| ------------ | --------- | ----------- | ------ | ------------------------------------- |
| RTNB Radio 1 | Bujumbura | generalista |        | kiswahili, inglese, kirundi, francese |
| RTNB Radio 2 | Bujumbura | generalista |        | kiswahili, inglese, kirundi, francese |

## Ricezione

### Terrestre
La radio di Radio Télévision Nationale du Burundi trasmette in AM e in FM; la televisione trasmette in standard DVB-T HD.

### Satellite[8]
| Satellite          | Eutelsat 10B | Eutelsat 7C | SES 5   | SES 4   |
| Posizione orbitale | 10.0° E      | 7.0° E      | 5.0° E  | 22.0° W |
| Canali             | RTNB TV      | RTNB TV     | RTNB TV | RTNB TV |
| Frequenza          | 3852 R       | 10971 H     | 12380 H | 12570 V |
| SR                 | 4680         | 30000       | 27500   | 30000   |
| FEC                | 3/4          | 2/3         | 3/4     | 3/4     |
| Modulazione        | QPSK         | 8PSK        | QPSK    | QPSK    |

### Streaming
Radio Télévision Nationale du Burundi in streaming